# Ђерђ Богнар
Ђерђ Богнар (мађ. Bognár György; Баја, 5. новембар 1961) био је мађарски фудбалер који је играо на позицији везног играча. Био је учесник Светског првенства у Мексику 1986. године.

## Каријера

### Клуб
Богнар је започео своју фудбалску каријеру у локалном клубу Баја КШК, пре него што је прешао у МТК-ВМ. У 1987. години, био је део тима који је освојио шампионат после 29 година, постигавши 16 голова у 141 лигашкој утакмици. Године 1988, потписао је за француски Спортинг Тулон, где је у три сезоне забележио 8 голова на 61 утакмици. У 1991. години, одиграо је 10 утакмица за белгијски Стандард Лијеж, након чега се вратио у Будимпешту и играо за БВШК до 1996. године, где је постигао 38 голова у 110 утакмица. Ту је и завршио своју професионалну фудбалску каријеру.
Такође је био активан у футсалу, играјући за клуб Мезе ФК.

### Репрезентација
Он је за репрезентацију Мађарске дебитовао 1985. године и до 1994. одиграо је 50 утакмица и постигао 8 голова. Учествовао је на Светском првенству у фудбалу 1986. године у Мексику, где Мађарска није успела да се пласира даље из групне фазе.

## Достигнућа
МТК
- Прва лига Мађарске у фудбалу: 
  - шампион: 1986/87

Будимпешта ВШК−Зугло
- Прва лига Мађарске у фудбалу: 
  - 2. место: 1995/96
- Куп Мађарске у фудбалу: 
  - финалиста: 1995/96

### Тренер
Пакш
- Куп Мађарске у фудбалу: 
  - финалиста: 2021/22

- Најбољи фудбалски тренер Мађарске у сезони 2021/22 (RangAdó Gála, 2022. május 17.)[6]